# 살리마현

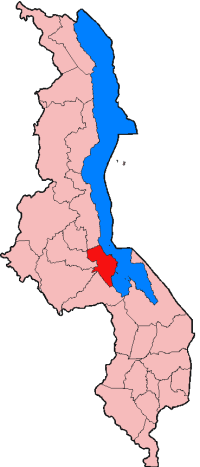
살리마 현

살리마현(Salima District)는 말라위 중부 주에 위치한 현으로, 현도는 살리마이며 면적은 2,196km2, 인구는 248,214명이다. 말라위호와 맞닿아 있으며 은코타코타 현과 도와 현, 릴롱궤 현, 도와 현과 인접해 있다.